# Distretto di Berezivka
Il distretto di Berezivka (in ucraino Березівський район?, Berezivs'kyj rajon), è un distretto nell'oblast' di Odessa  in Ucraina. Il suo centro amministrativo è la città di Berezivka. Ha una popolazione di 104 969 abitanti.
Il 18 luglio 2020, come parte della riforma amministrativa dell'Ucraina, il numero di distretti dell'oblast di Odessa è stato ridotto a sette e l'area del distretto di Berezivka è stata notevolmente ampliata.